# صالح‌آباد چقرلی
صالح‌آباد چقرلی، روستایی از توابع بخش مرکزی شهرستان کلاله در استان گلستان ایران است.

## جمعیت
این روستا در دهستان آق سو قرار دارد و براساس سرشماری مرکز آمار ایران در سال ۱۳۸۵، جمعیت آن ۱٬۵۷۸ نفر (۳۶۲خانوار) بوده‌است.